# 크리스찬 고틸프 잘츠만

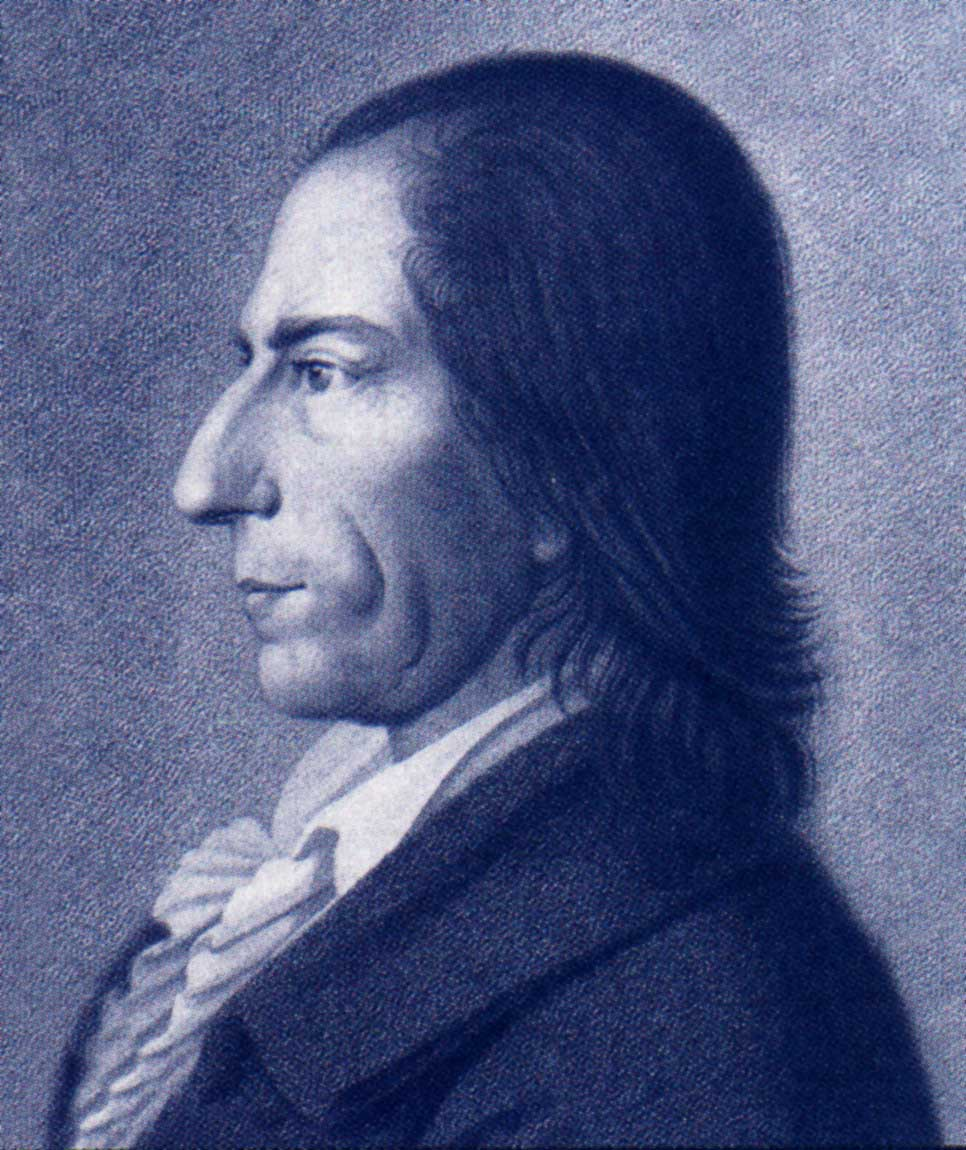
크리스찬 고틸프 잘츠만

크리스찬 고틸프 잘츠만(Christian Gotthilf Salzmann ; 1744년 ~ 1811년)은 독일의 교육자이다. 처음에는 목사였으나, 1781년 데사우에 있는 학교에서 종교를 가르쳤다. 1784년 고타 후작의 후원으로 슈네펜탈에 학교를 세우고 적은 수의 학생을 가정적이고 따뜻한 분위기 속에서 가르쳤다. 그는 교육의 목표를 생각 · 인내 · 행동으로 삼았으며, 체육 발전에 관심을 기울여 공동 생활을 위한 훈련을 많이 시켰다.